# Gemeinderecht (Pfronten)
Durch das Gemeinderecht, oft auch als "Pfarrrecht" bezeichnet, wurde in Pfronten die Teilhabe einzelner Bürger am Besitz der gesamten Pfarrgemeinde geregelt. Mit einem Gemeinderecht verbunden war auch ein Anteil am gemeinsamen Besitz eines Ortsteils ("Ortsrecht").

## Nutzungsberechtigte
Pfronten ist eine Rodungssiedlung. Damit verbunden war die Gewährung besonderer Freiheiten für die angeworbenen "Kolonisatoren". Trotz Beschränkung und Verrechtlichung der Sonderrechte durch das Hochstift Augsburg konnten sich die Pfarrgenossen eine relativ starke Stellung gegenüber ihrem Landesherren, dem Bischof von Augsburg, bewahren.
Eines dieser Sonderrechte war die Auffassung, dass der gesamte Grund und Boden in der Pfarrgemeinde ein Eigengut der Pfarrgenossen und nur formal ein Lehen sei. Eigentümer waren alle Pfrontener ("Rechtler"), die "mit Feuer und Rauch" hier auf einem Anwesen saßen. Noch in den 1930er-Jahren legte ein Gutachten fest: "Die Pfrontener Mark ist sonach gemeinschaftliches Privateigentum der sie bewirtschaftenden Markgenossen."

## Anzahl der Gemeinderechte
Die Anzahl der Bauerngüter lässt sich – annähernd – erstmals der Steuerbeschreibung des Jahres 1594 entnehmen. Dort sind in Pfronten 375 Hausbesitzer aufgeführt. 1662 waren es nur noch 337. Der Rückgang war vermutlich eine Folge des Dreißigjährigen Krieges. Danach stieg die Zahl der Anwesensbesitzer wieder. Schon um 1700, so wird vermutet, ist eine Menge erreicht worden, die man nicht mehr überschreiten durfte, weil damals sonst die Existenzgrundlage der bestehenden Anwesen gefährdet gewesen wäre. Nachweisbar ist, dass es in Pfronten 1758 zwischen 420 und 430 Hofstätten gab, auf denen ein Gemeinderecht ruhte. Bei der Einführung der Hausnummern 1784 wurden dann in Pfronten exakt 434 Nummern vergeben, von denen nur zwei (431: Schule und 433: Spital) kein Gemeinderecht hatten.
Damit gab es in Pfronten 432 Rechtler. Nur dem Nikolaus Reichart in der Fallmühle gelang es noch, ein Gemeinderecht später zu bekommen. Er war durch den Besitz der Hausnummer 45 in Pfronten-Weißbach immer schon ein Rechtler. Durch den Bau einer bewohnbaren Gipsmühle im Achtal konnte er aber ein weiteres Recht noch dazubekommen.

## Umfang der Berechtigung
Die einzelnen Rechte der Nutzungsberechtigten sind im Steuerbuch des Jahres 1828 auf Grund der "schriftlichen und mündlichen Tradition" beschrieben. Unter der Überschrift "Vorbemerkung über die Observanz hinsichtlich des Gemeinde- und Weiderechtes in der Pfarrgemeinde Pfronten" werden detailliert die Vergünstigungen erläutert, die sich aus dem Besitz eines Gemeinderechtes ergeben:
- Jeder Gemeindegenosse, der hier ein Haus besitzt, darf:

a) in den Gemeinde-Waldungen für sein Haus Brenn- und Bauholz nach Bedarf schlagen, jedoch muss das forstwirtschaftlich geschehen.
b) im Gebirge, wo das Vieh nicht hingetrieben wird, Gras mähen.
c) wenn die Ernte eingebracht ist, Laub abstreifen, selbst auf dem Grund und Boden, der versteuert werden muss.
d) Fische fangen und Schnecken aufsammeln, allerdings nur zu bestimmten Zeiten.
e) in Viehweiden, Alpen und Wäldern alles reife Obst pflücken.
- Jeder Rechtler hat ein Weiderecht in den noch unverteilten Gemeindegründen ("Allmende").

Durch sein Weiderecht konnte der Rechtler eine bestimmte Anzahl von Tieren (Rinder, Pferde) auf die gemeinsamen Gemeindegründe treiben. Weil das Weiderecht – "seit unfürdenklichen Zeiten" – nicht auf dem Haus, sondern auf den Grundstücken eines Anwesens ruhte, richtete sich die Anzahl der Triebrechte nach der Zahl des Großviehs, das ein Rechtler über den Winter hindurch füttern konnte. Dies war auch der Maßstab für die Aufteilung von Gemeindegründen nach 1800: Wer mehr Grundstücke besaß, erhielt einen größeren Anteil. Diese Regelung ist auch noch beachtet worden, als spätere Gesetze andere Bestimmungen vorschrieben. Das alte Gewohnheitsrecht sei dadurch nicht aufgehoben worden.

## Änderung des alten Herkommens
Obwohl die fürstbischöfliche Regierung schon ab etwa 1792 den Zuzug von auswärtigen Personen erlaubte und die bayerische Regierung dies ab 1803 gesetzlich regelte, hielt sich die Zuwanderung von Neubürgern in Grenzen. Die Pfrontener Rechtler blieben eine "geschlossene Gesellschaft". Bis in die Mitte des 19. Jahrhunderts entstanden in der Ruralgemeinde Steinachpfronten nur zwei Neubauten, die durch Einheimische ausgeführt wurden. Diese Häuser erhielten im Gegensatz zu den "geraden" Hausnummern der Rechtler sogenannte "ungerade" Hausnummern. Ihr Kennzeichen waren zur Hausnummer hinzugefügte Bruchteile. Auf solchen Neubauten ruhte kein Gemeinderecht.
Erst am Ende des 19. Jahrhunderts wurden in Pfronten vermehrt Häuser gebaut, allesamt mit einer "ungeraden" Hausnummer. Bis etwa 1920 waren das in der Gemeinde Pfronten-Steinach schon 42 Neubauten. Nun rückte immer mehr die Frage in den Vordergrund, wem der Besitz der ehemaligen Pfarrgemeinde gehörte, den Rechtlern allein oder auch der immer weiter wachsenden politischen Gemeinde. Bis zum Zweiten Weltkrieg war hier keine Lösung gefunden worden.
Nachdem dann 1945 deutsches Eigentum im Ausland in den Besitz der Alliierten übergegangen war, bestand die Gefahr, dass auch die Pfrontener ihre in Österreich liegenden Wälder und Alpenweiden verlieren könnten. Gewisse Ausnahmen von dieser Enteignung waren aber für privaten Besitz möglich. Deshalb kam es im Mai 1955 zu einem Staatsvertrag mit Österreich. Dabei einigten sich Rechtler und Gemeinde über ihre Anteile an ihren Besitz in Österreich. Die Gemeinde Pfronten erhielt dabei 109 ha im sogenannten Klockerwald, der Rest fiel an die Rechtler.
Nicht geklärt wurde damals die Frage, wie mit den noch vorhandenen Besitzungen (Allmenden) der einzelnen Ortsteile zu verfahren sei. Infolge eines Vergleiches zwischen Rechtlern und Gemeinde vor dem Bayerischen Verwaltungsgerichtshof im Jahr 1970 konnte auch dieser Besitz aufgeteilt werden. In komplizierten und langwierigen Verhandlungen zwischen 1970 und 2007 wurden hier Ablösungsverträge geschlossen. Als Maßstab diente dabei die Regel, dass den Rechtlern 2/3 und der Gemeinde 1/3 zustehenden sollte.